# 1975년 동남아시아반도 경기 대회
1975년 동남아시아 반도 경기 대회는 1975년 12월 9일부터 12월 16일까지 타이 왕국의 방콕에서 열린 대회이다.

## 메달 집계
| 순위 | 국가       | 금메달 | 은메달 | 동메달 | 합계 |
| ---- | ---------- | ------ | ------ | ------ | ---- |
| 1    | 태국       | 80     | 45     | 39     | 164  |
| 2    | 싱가포르   | 38     | 42     | 49     | 129  |
| 3    | 버마       | 28     | 35     | 33     | 96   |
| 4    | 말레이시아 | 27     | 49     | 51     | 127  |